# Gran Premio de Francia de Motociclismo de 2013
El Gran Premio de Francia de Motociclismo de 2013 (oficialmente: Monster Energy Grand Prix de France) fue la cuarta prueba del Campeonato del Mundo de Motociclismo de 2013. Tuvo lugar en el fin de semana del 17 al 19 de mayo en el Circuito Bugatti, situado a 5 km de la localidad de Le Mans (Sarthe), en los Países del Loira, Francia.
La carrera de MotoGP fue ganada por Dani Pedrosa, seguido de Cal Crutchlow y Marc Márquez. La carrera de Moto2 fue parada por lluvia en la vuelta 24, dando la carrera por terminada y el resultado las posiciones al  final de la vuelta 22. Ganando Scott Redding, por delante de Mika Kallio y Xavier Siméon. La carrera de Moto3 fue ganada por Maverick Viñales, Álex Rins fue segundo y Luis Salom tercero.

## Resultados

### Resultados MotoGP
| Pos.! N.º. | Piloto | Constructor      | Vueltas      | Tiempo | Parrilla  | Puntos |    |
| ---------- | ------ | ---------------- | ------------ | ------ | --------- | ------ | -- |
| 1          | 26     | Dani Pedrosa     | Honda        | 28     | 49:17.707 | 6      | 25 |
| 2          | 35     | Cal Crutchlow    | Yamaha       | 28     | +4.863    | 4      | 20 |
| 3          | 93     | Marc Márquez     | Honda        | 28     | +6.949    | 1      | 16 |
| 4          | 4      | Andrea Dovizioso | Ducati       | 28     | +10.087   | 3      | 13 |
| 5          | 69     | Nicky Hayden     | Ducati       | 28     | +18.471   | 10     | 11 |
| 6          | 19     | Álvaro Bautista  | Honda        | 28     | +23.561   | 7      | 10 |
| 7          | 99     | Jorge Lorenzo    | Yamaha       | 28     | +27.961   | 2      | 9  |
| 8          | 51     | Michele Pirro    | Ducati       | 28     | +40.775   | 14     | 8  |
| 9          | 38     | Bradley Smith    | Yamaha       | 28     | +41.407   | 9      | 7  |
| 10         | 6      | Stefan Bradl     | Honda        | 28     | +1:00.995 | 5      | 6  |
| 11         | 29     | Andrea Iannone   | Ducati       | 28     | +1:05.110 | 13     | 5  |
| 12         | 46     | Valentino Rossi  | Yamaha       | 28     | +1:16.368 | 8      | 4  |
| 13         | 41     | Aleix Espargaró  | ART          | 27     | +1:24.200 | 11     | 3  |
| 14         | 9      | Danilo Petrucci  | Ioda-Suter   | 28     | +1:25.726 | 16     | 2  |
| 15         | 17     | Karel Abraham    | ART          | 28     | +1:32.111 | 18     | 1  |
| 16         | 5      | Colin Edwards    | FTR Kawasaki | 28     | +1:40.602 | 17     |    |
| 17         | 70     | Michael Laverty  | PBM          | 27     | +1 vuelta | 20     |    |
| 18         | 8      | Héctor Barberá   | FTR          | 27     | +1 vuelta | 15     |    |
| 19         | 7      | Hiroshi Aoyama   | FTR          | 27     | +1 vuelta | 24     |    |
| Ret        | 68     | Yonny Hernández  | ART          | 20     | Retirado  | 23     |    |
| Ret        | 14     | Randy de Puniet  | ART          | 15     | Caída     | 12     |    |
| Ret        | 52     | Lukáš Pešek      | Ioda-Suter   | 15     | Retirado  | 22     |    |
| Ret        | 71     | Claudio Corti    | FTR Kawasaki | 7      | Retirado  | 19     |    |
| Ret        | 67     | Bryan Staring    | FTR Honda    | 1      | Caída     | 21     |    |
| Fuente:    |        |                  |              |        |           |        |    |

### Resultados Moto2
La carrera fue parada con bandera roja en la vuelta 24 de 26 por lluvia; los resultados finales fueron tomados desde el final de la vuelta 22.
| Pos.! N.º | Piloto | Constructor         | Vueltas  | Tiempo | Parrilla   | Puntos |    |
| --------- | ------ | ------------------- | -------- | ------ | ---------- | ------ | -- |
| 1         | 45     | Scott Redding       | Kalex    | 22     | 36:43.583  | 2      | 25 |
| 2         | 36     | Mika Kallio         | Kalex    | 22     | +1.090     | 10     | 20 |
| 3         | 19     | Xavier Siméon       | Kalex    | 22     | +1.234     | 5      | 16 |
| 4         | 77     | Dominique Aegerter  | Suter    | 22     | +1.701     | 13     | 13 |
| 5         | 5      | Johann Zarco        | Suter    | 22     | +1.859     | 3      | 11 |
| 6         | 54     | Mattia Pasini       | Speed Up | 22     | +12.272    | 9      | 10 |
| 7         | 63     | Mike Di Meglio      | Motobi   | 22     | +12.378    | 12     | 9  |
| 8         | 60     | Julián Simón        | Kalex    | 22     | +29.712    | 18     | 8  |
| 9         | 15     | Alex de Angelis     | Speed Up | 22     | +31.235    | 19     | 7  |
| 10        | 4      | Randy Krummenacher  | Suter    | 22     | +31.535    | 32     | 6  |
| 11        | 3      | Simone Corsi        | Speed Up | 22     | +31.675    | 30     | 5  |
| 12        | 11     | Sandro Cortese      | Kalex    | 22     | +31.917    | 17     | 4  |
| 13        | 23     | Marcel Schrötter    | Kalex    | 22     | +35.778    | 16     | 3  |
| 14        | 96     | Louis Rossi         | Tech 3   | 22     | +45.045    | 21     | 2  |
| 15        | 52     | Danny Kent          | Tech 3   | 22     | +45.151    | 26     | 1  |
| 16        | 17     | Alberto Moncayo     | Speed Up | 22     | +55.456    | 29     |    |
| 17        | 72     | Yuki Takahashi      | Moriwaki | 22     | +59.886    | 23     |    |
| 18        | 7      | Doni Tata Pradita   | Suter    | 22     | +1:02.095  | 33     |    |
| 19        | 40     | Pol Espargaró       | Kalex    | 22     | +1:06.414  | 7      |    |
| 20        | 44     | Steven Odendaal     | Speed Up | 22     | +1:48.007  | 27     |    |
| 21        | 55     | Hafizh Syahrin      | Kalex    | 21     | +1 vuelta  | 25     |    |
| 22        | 80     | Esteve Rabat        | Kalex    | 20     | +2 vuelta  | 4      |    |
| 23        | 97     | Rafid Topan Sucipto | Speed Up | 19     | +3 vuelta  | 34     |    |
| DSQ       | 95     | Anthony West        | Speed Up | 22     | (+30.479)  | 11     |    |
| NC        | 88     | Ricard Cardús       | Speed Up | 22     | +1:29.658  | 20     |    |
| NC        | 8      | Gino Rea            | FTR      | 12     | +10 vuelta | 31     |    |
| Ret       | 24     | Toni Elías          | Kalex    | 19     | Retirado   | 14     |    |
| Ret       | 18     | Nicolás Terol       | Suter    | 17     | Caída      | 6      |    |
| Ret       | 30     | Takaaki Nakagami    | Kalex    | 6      | Caída      | 1      |    |
| Ret       | 12     | Thomas Lüthi        | Suter    | 4      | Retirado   | 8      |    |
| Ret       | 81     | Jordi Torres        | Suter    | 2      | Caída      | 15     |    |
| Ret       | 9      | Kyle Smith          | Kalex    | 0      | Caída      | 22     |    |
| Ret       | 49     | Axel Pons           | Kalex    | 0      | Caída      | 24     |    |
| Ret       | 14     | Ratthapark Wilairot | Suter    | 0      | Caída      | 28     |    |
| Fuente:   |        |                     |          |        |            |        |    |

### Resultados Moto3
| Pos.! N.º | Piloto | Constructor            | Vueltas     | Tiempo | Parrilla     | Puntos |    |
| --------- | ------ | ---------------------- | ----------- | ------ | ------------ | ------ | -- |
| 1         | 25     | Maverick Viñales       | KTM         | 24     | 42:05.448    | 1      | 25 |
| 2         | 42     | Álex Rins              | KTM         | 24     | +1.264       | 4      | 20 |
| 3         | 39     | Luis Salom             | KTM         | 24     | +1.387       | 5      | 16 |
| 4         | 94     | Jonas Folger           | Kalex KTM   | 24     | +14.593      | 3      | 13 |
| 5         | 12     | Álex Márquez           | KTM         | 24     | +37.949      | 7      | 11 |
| 6         | 84     | Jakub Kornfeil         | Kalex KTM   | 24     | +40.295      | 14     | 10 |
| 7         | 5      | Romano Fenati          | FTR Honda   | 24     | +43.325      | 11     | 9  |
| 8         | 41     | Brad Binder            | Suter Honda | 24     | +43.537      | 12     | 8  |
| 9         | 10     | Alexis Masbou          | FTR Honda   | 24     | +45.511      | 10     | 7  |
| 10        | 32     | Isaac Viñales          | FTR Honda   | 24     | +45.674      | 8      | 6  |
| 11        | 17     | John McPhee            | FTR Honda   | 24     | +51.452      | 18     | 5  |
| 12        | 8      | Jack Miller            | FTR Honda   | 24     | +51.592      | 6      | 4  |
| 13        | 61     | Arthur Sissis          | KTM         | 24     | +58.713      | 19     | 3  |
| 14        | 19     | Alessandro Tonucci     | FTR Honda   | 24     | +58.970      | 16     | 2  |
| 15        | 65     | Philipp Öttl           | Kalex KTM   | 24     | +1:18.027    | 28     | 1  |
| 16        | 11     | Livio Loi              | Kalex KTM   | 24     | +1:18.384    | 20     |    |
| 17        | 3      | Matteo Ferrari         | FTR Honda   | 24     | +1:23.388    | 30     |    |
| 18        | 9      | Toni Finsterbusch      | Kalex KTM   | 24     | +1:27.726    | 22     |    |
| 19        | 22     | Ana Carrasco           | KTM         | 24     | +1:27.754    | 23     |    |
| 20        | 4      | Francesco Bagnaia      | FTR Honda   | 24     | +1:27.860    | 27     |    |
| 21        | 53     | Jasper Iwema           | Kalex KTM   | 24     | +1:28.165    | 29     |    |
| 22        | 58     | Juan Francisco Guevara | TSR Honda   | 24     | +1:30.631    | 24     |    |
| 23        | 89     | Alan Techer            | TSR Honda   | 24     | +1:30.841    | 21     |    |
| 24        | 57     | Eric Granado           | Kalex KTM   | 23     | +1 vuelta    | 26     |    |
| 25        | 29     | Hyuga Watanabe         | FTR Honda   | 23     | +1 vuelta    | 32     |    |
| 26        | 18     | Christophe Arciero     | Suter       | 23     | +1 vuelta    | 33     |    |
| Ret       | 77     | Lorenzo Baldassarri    | FTR Honda   | 20     | Caída        | 13     |    |
| Ret       | 63     | Zulfahmi Khairuddin    | KTM         | 19     | Caída        | 15     |    |
| Ret       | 31     | Niklas Ajo             | KTM         | 19     | Caída        | 9      |    |
| Ret       | 95     | Jules Danilo           | Kalex KTM   | 13     | Caída        | 25     |    |
| Ret       | 23     | Niccolò Antonelli      | FTR Honda   | 12     | Caída        | 17     |    |
| Ret       | 66     | Florian Alt            | Kalex KTM   | 6      | Retirado     | 31     |    |
| Ret       | 44     | Miguel Oliveira        | Mahindra    | 4      | Caída        | 2      |    |
| DNS       | 99     | Danny Webb             | Suter Honda |        | No participó |        |    |
| DNS       | 7      | Efrén Vázquez          | Mahindra    |        | No participó |        |    |
| Fuente:   |        |                        |             |        |              |        |    |